# Sporolithales
Ordre
L'ordre des Sporolithales est un ordre d'algues rouges de la sous-classe des Corallinophycidae, dans la classe des Florideophyceae. 

## Liste des familles
Selon AlgaeBase (25 juil. 2012) :
- famille des Sporolithaceae E.Verheij